# 瓜內

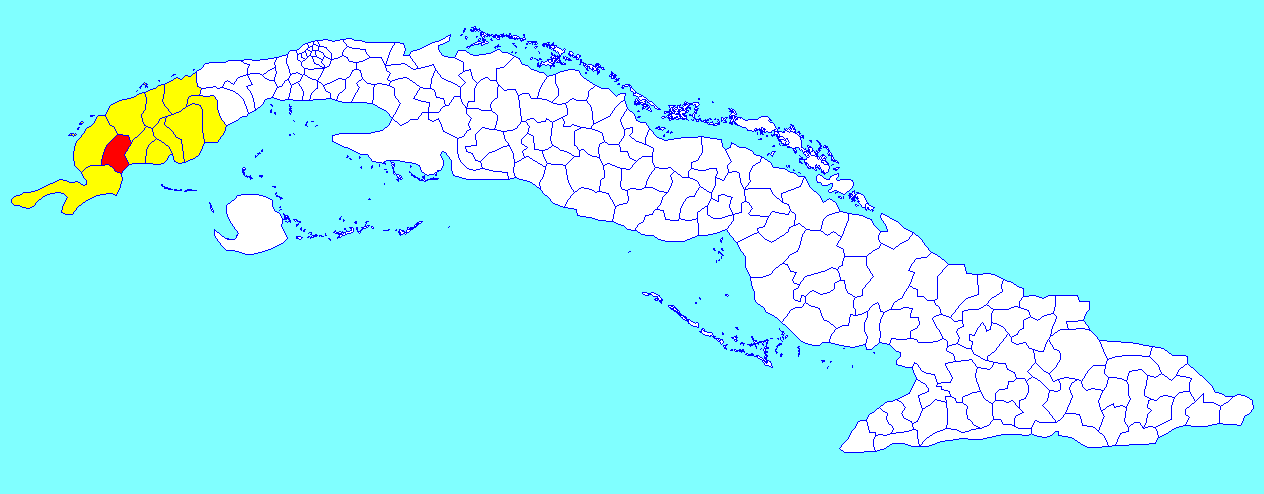

瓜內，是古巴的城鎮，位於該國西部，由比那爾德里奧省負責管轄，始建於1602年，面積717平方公里，海拔高度25米，2004年人口35,893，人口密度每平方公里1,879人。
22°12′2″N 84°5′2″W / 22.20056°N 84.08389°W